# باغ علي سفلي (مقاطعة دورود)
باغ علي سفلي (بالفارسية: باغ علی سفلی) هي قرية تقع في قسم جان الريفي (مقاطعة دورود) في إيران. يقدر عدد سكانها بـ 13 نسمة بحسب إحصاء 2016.